# Catedrala din Bourges
Catedrala din Bourges este o catedrală romano-catolică situată în orașul Bourges. Dedicată Sfântului Ștefan, protomartir, catedrala este sediul Arhidiecezei de Bourges (departamentele Cher și Indre).
A fost construită în secolele al XII-lea și al XIII-lea, fiind considerată foarte importantă în rândul catedralelor cu stilul predominant gotic. Este una dintre marile capodopere cu acest stil, impresionând prin sculpturile și vitraliile viu colorate. Pe lângă frumusețea arhitecturii, este considerată o construcție importantă și pentru puterea creștinismului în Evul Mediu francez. A fost înscrisă în anul 1992 pe lista patrimoniului cultural mondial UNESCO.